# 格雷厄姆地

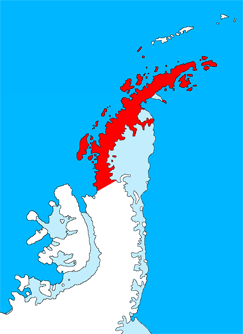
葛拉漢地

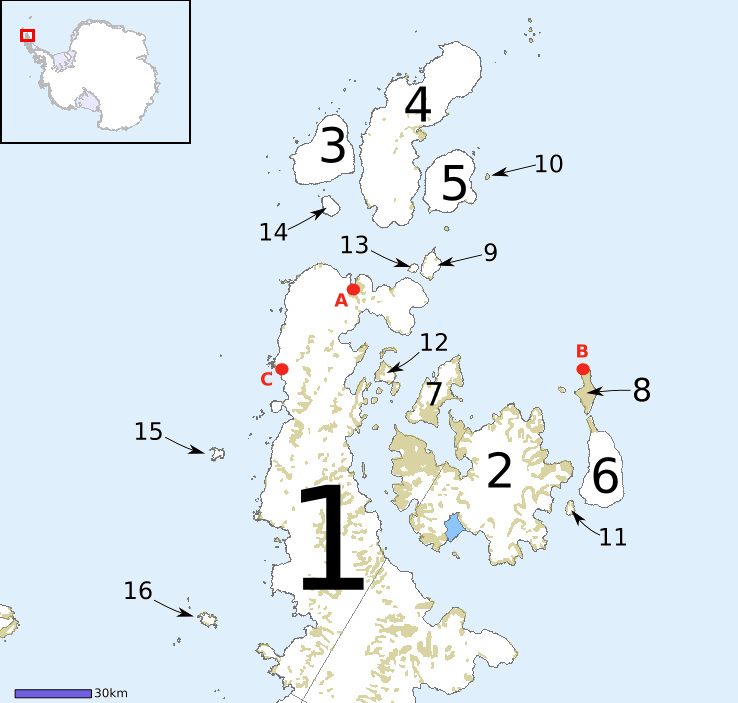
格雷厄姆地北部及周邊島嶼：
1：南極半島
2：詹姆斯羅斯島
3：迪維爾島
4：茹安維爾島
5：鄧迪島
6：斯諾希爾島
7：維加島
8：西摩島
9：安特生島
10：保萊特島
11：洛克耶島
12：鷹島
13：约纳森岛
14：布蘭斯菲爾島
15：星盤號島
16：陶爾島

格雷厄姆地（英語：Graham Land）位於南極半島最北端，傑里米角與阿加西角以北，此劃分方式始於1964年英國南極洲地名委員會與南極洲名稱諮詢委員會的協議，南極半島分為半島、格雷厄姆地與帕爾默地。此名稱於1832年由約翰·比斯科在格雷厄姆地西部探險時，以英國上議院海軍專員詹姆斯·格雷厄姆命名。英國（英屬南極領地）、阿根廷（阿根廷屬南極地區）與智利（智利南極領地）分別宣稱擁有主權。格雷厄姆地也是最靠近南美洲的南極洲陸地。

## 其他名稱
阿根廷使用聖馬丁地（西班牙語：Tierra de San Martín）或者拉特立尼达地（西班牙語：Tierra de la Trinidad）稱呼南極半島北端；智利則稱之為奥希金斯地（西班牙語：Tierra de O'Higgins）。

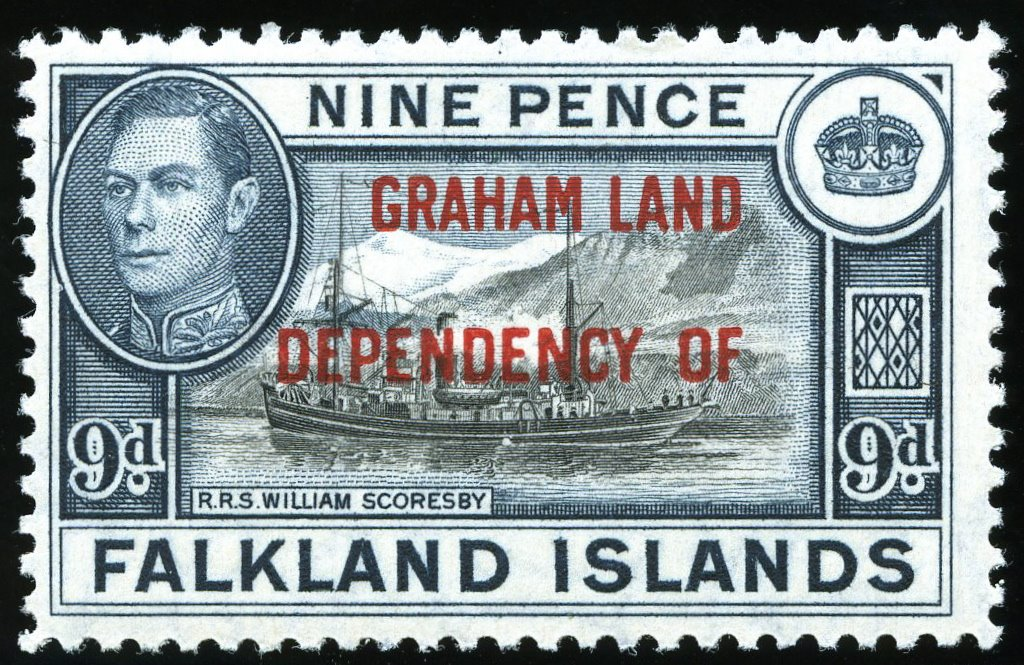
1944年發行的福克蘭群島郵票加蓋「格雷厄姆地」